# Ogólnopolski Konkurs Kompozytorski na Chóralny Utwór Liturgiczny
Ogólnopolski Konkurs Kompozytorski na Chóralny Utwór Liturgiczny – odbywający się co 2 lata w Bydgoszczy konkurs na chóralny utwór Missa brevis. Jego organizatorem jest bydgoski oddział Związku Chórów Kościelnych „Caecilianum”.

## Charakterystyka
Pierwsza edycja Konkursu odbyła się w 2009 roku z inicjatywy Związku Chórów Kościelnych „Caecilianum”. 
Przedmiotem Konkursu jest oryginalny utwór liturgiczny do tekstu psalmu ze Starego Testamentu, przeznaczony na 4-6-głosowy chór mieszany a cappella, o czasie trwania od 2,5 - 4,5 minut. Zwycięskie utwory są wykonywane są podczas Ogólnopolskiego Konkursu „Ars Liturgica” w Gnieźnie. 

## Laureaci Konkursów
- I Ogólnopolski Konkurs Kompozytorski na Chóralny Utwór Liturgiczny – czerwiec 2009
  - I miejsce: nie przyznano
  - II miejsce: ex aequo Grzegorz Miśkiewicz & Bernard Stieler
  - III miejsce: nie przyznano
  - wyróżnienie: Bernard Stieler
- II Ogólnopolski Konkurs Kompozytorski na Chóralny Utwór Liturgiczny – maj 2011
  - I miejsce: Łukasz Urbaniak
  - II miejsce: Tomasz Cywiński
  - III miejsce: nie przyznano
  - wyróżnienie: Łukasz Urbaniak